# Ushiro-Kesa-Gatame
Ushiro-kesa-gatame est une technique d’immobilisation (Osae komi waza) du judo. Le Kōdōkan utilise l’appellation générique Kuzure Kesa Gatame pour désigner cette technique.

## Traduction
| Kanji | Rōmaji | Français       |
| ----- | ------ | -------------- |
| 後    | Ushiro | Arrière        |
| 袈裟  | Kesa   | Par le travers |
| 固    | Gatame | Immobilisation |

## Description
Uke est allongé sur le dos. Tori s’assied près de l’épaule d’uke, mais dans le sens contraire à hon-kesa-gatame ; c’est-à-dire que ses jambes sont allongées dans le même sens que celles d’uke. La hanche gauche de tori est près de la tête d’uke. Tori ouvre ses jambes en ciseaux et place le bras gauche d’uke sous son aisselle droite, en glissant son bras sous l’épaule gauche d’uke. Le bras gauche d’uke étant ainsi contrôlé, tori saisit de sa main droite (pouce à l’intérieur) le revers du col d’uke le plus loin possible derrière la nuque. Se penchant sur le tronc d’uke, Tori passe son bras gauche au dessus d’uke, de manière à placer le coude sous l’aisselle gauche d’uke et à saisir la ceinture de celui-ci avec la main gauche. Tori verrouille en plaquant sa tête sur la poitrine d’uke et en pesant de tout son poids. Il doit se maintenir perpendiculairement par rapport à l’axe de la position d’uke. Ushiro-kesa-gatame est une immobilisation par le travers. Tori par son côté gauche écrase uke sur son côté droit.

## Retournement amenant à ushiro-kesa-gatame

### En défense à genoux
Le même retournement amenant à hon-kesa-gatame peut être utilisé pour immobiliser en ushiro-kesa-gatame :
Hon-Kesa-Gatame#En_défense_à_genoux.

## Sorties
Les sorties de ushiro-kesa-gatame seront difficiles si uke a une bonne saisie du col de tori de la main droite.

### Empêcher le contrôle du bras gauche
Pour entraver le contrôle du bras gauche, tori ponte sur le pied droit et la tête, tout en retirant l’épaule gauche.

### Libérer le bras gauche
Si la prise du bras gauche, bien que ferme, n'est pas encore tout à fait complète, tori peut s’aider efficacement du genou qu’il élève vers son épaule gauche, pour venir l’intercaler et appuyer avec force sur le biceps gauche d’uke, tout en essayant, comme pour la sortie précédente empêchant le contrôle du bras gauche, de retirer son bras.

### Retournement en parallèle
Tori, dans un déplacement rapide, essaye de placer les deux corps en ligne, droite, puis ponte brusquement sur le pied et l’épaule droits. En s’aidant de la main gauche qui accroche le judogi d’uke, près de l’omoplate gauche tori renverse ce dernier sur son arrière.

### Bras gauche sous le menton
Tori passe son bras gauche sous le menton d’uke et tourne vers sa droite. Il dégage en même temps par à-coups son bras droit de la saisie d’uke.

### Lancement des jambes en arrière
Tori lance ses jambes en arrière vers sa gauche et retourne uke sur le dos.

## Contres

### Retournement en ushiro-kesa-gatame
Tori engage son bras de sorte à contrôler fortement le bras d’uke qui lui maintien le pantalon. Puis d’un coup sec latéral fait lâcher cette prise. Tori s’enroule ensuite vers uke, sur l’épaule dont il a libéré le bras. Une fois sur le ventre tori doit tirer un coup sec pour libérer son autre bras qui est toujours contrôlé par uke. Une fois cette main libre, tori peut finir sa rotation et immobiliser à son tour en ushiro-gesa-gatame en prenant soin de saisir la cheville pour ne pas subir le même contre.

## Passage de grade
Dans le cadre de la progression française de judo, cette technique est enseignée au niveau des ceintures blanches.